# هان جی هه
هان جی هی (به کره‌ای:한지혜) (زاده ۲۹ ژوئن ۱۹۸۴ در سئول) بازیگر در کره جنوبی است که به دلیل بازی در مجموعه تلویزیونی دو دوست در نقش بانو دانگ نیو شناخته شد.

## زندگی شخصی
جی‌های در ۲۱ سپتامبر۲۰۱۰ با دوست پسرش در هاوایی ازدواج کرد.

## سریال‌های تلویزیونی
- درامای ویژه کی‌بی‌اس: پیانیست
- فراتر از ابرها(2014)(KBS2)
- ملکه می (2012) (MBC)
- هدیهٔ بزرگ (2011) (SBS)
- دو دوست (2011)(MBC)
- شرق بهشت (2008)(MBC)

## فیلم‌ها
- گروه خونی دوست پسر من بی (۲۰۰۵)
- مجرد ها(۲۰۰۳)